# عامل کوپل‌کننده
عامل کوپل‌کننده  (به انگلیسی: Coupling agent) ترکیباتی هستند که باعث ایجاد پیوندهای عرضی  بین زنجیرهای پلیمر‌ها و شبکه‌ای شدن آن‌ها یا باعث ایجاد اتصال بین یک سطح و چسب و بالا رفتن قدرت چسبندگی یا بین سطح و رنگ می‌شوند. بنابراین کاربردهای زیادی در انواع پلیمرها و چسب‌ها و رنگها دارند.
این مواد شامل آلکوکسی سیلانها می‌باشند(متوکسی سیلان و اتوکسی سیلان) و به کمک رطوبت واکنش جفت شدن و ایجاد پیوند انجام می‌شود و به همین خاطر وجود رطوبت یا آب برای انجام واکنش ضروری می‌باشد.
- واکنش جفت‌شدن